# الدوري البرازيلي الدرجة الرابعة 2014
الدوري البرازيلي الدرجة الرابعة 2014 هو الموسم 6 من الدوري البرازيلي الدرجة الرابعة. أقيم خلال الفترة 19 يوليو 2014 وحتى 16 نوفمبر 2014، وأشرف على تنظيمه اتحاد البرازيل لكرة القدم، وكان عدد الأندية المشاركة فيه 41، وفاز فيه نادي تومبينس.